# Darevskia daghestanica
Espèce
Synonymes
- Lacerta caucasica daghestanica Darevsky, 1967
- Lacerta daghestanica Darevsky, 1967

Statut de conservation UICN

 LC  : Préoccupation mineure
Darevskia daghestanica est une espèce de sauriens de la famille des Lacertidae.

## Répartition
Cette espèce se rencontre en Géorgie et en Russie au Daghestan d'où elle prend son nom d'espèce.

## Description
Cette espèce terrestre se rencontre entre 1 000 et 2 000 m d'altitude. Elle vit dans des zones montagneuses et vallées relativement arides. Les femelles pondent de quatre à cinq œufs.

## Étymologie
Cette espèce est nommée en référence au lieu de sa découverte, le Daghestan.

## Publication originale
- Darevsky, 1967 : Skal'nye yashcheritzi Kaukaza (Rock lizards of the Caucasus. Systematics, ecology and phylogeny of a polymorphic group of Caucasian lizards from the subgenera Archaeolacerta). Akademiya Nauk SSSR Zoologicheskii Institut, Nauka Leningrad, vol. 1967, p. 3-214.